# Montredon
Montredon is een gemeente in het Franse departement Lot (regio Occitanie) en telt 286 inwoners (1999). De plaats maakt deel uit van het arrondissement Figeac.

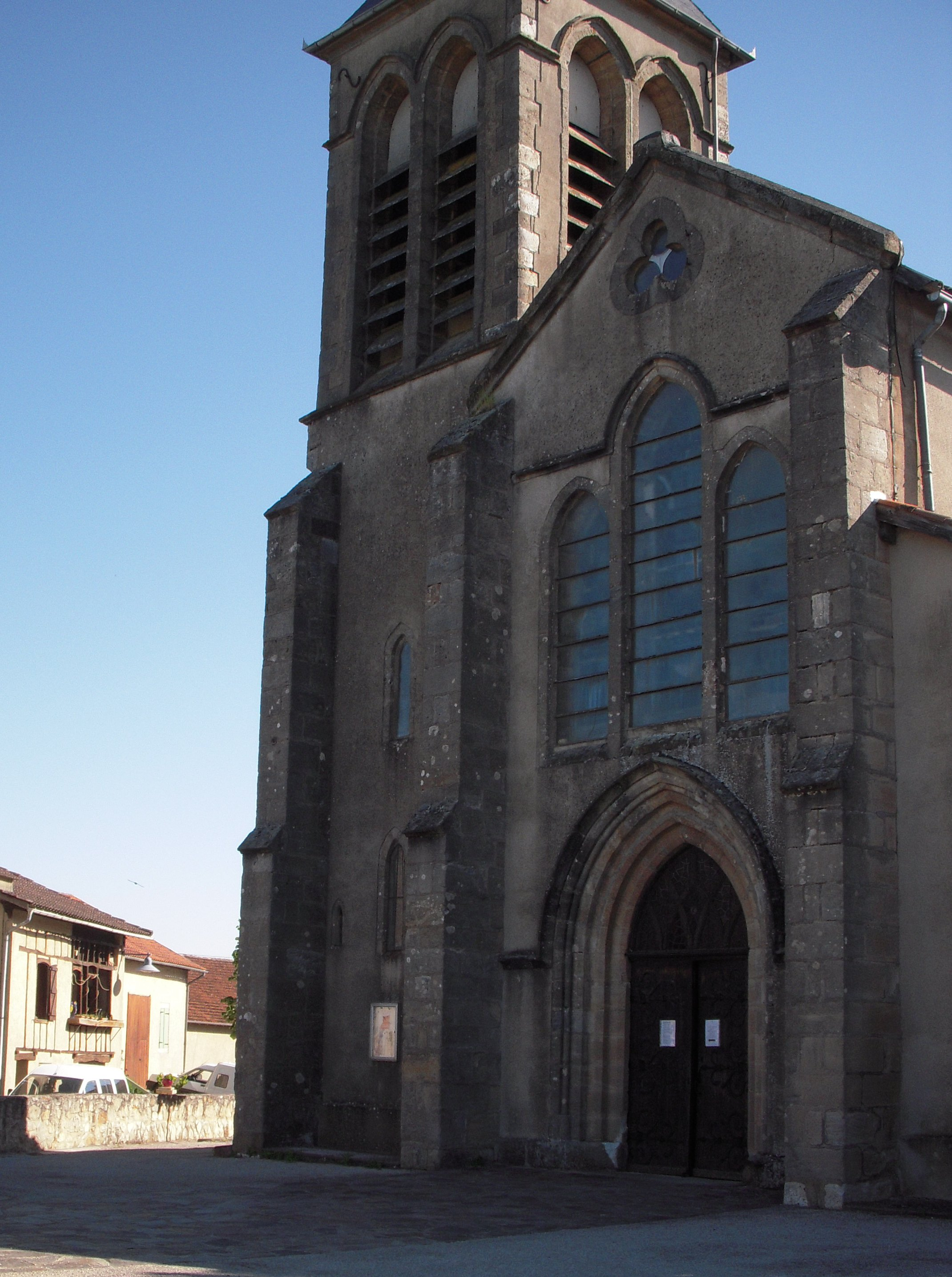
Kerk in Montredon
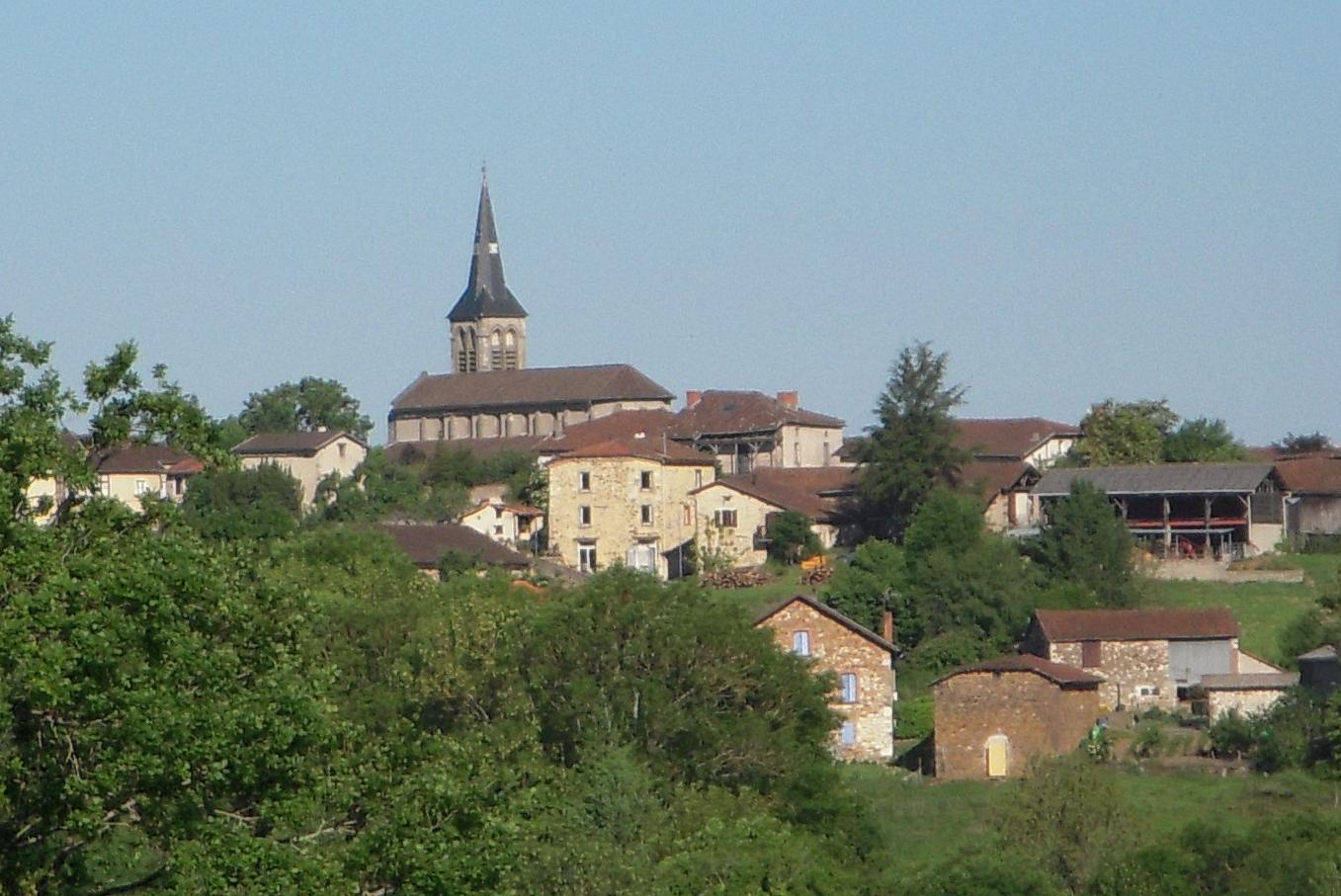
Montredon

## Cultuur
De pelgrimsroute tussen Figeac en Montredon (18 km) (Chemin du Puy) is opgenomen in het werelderfgoed.

## Geografie
De oppervlakte van Montredon bedraagt 12,0 km², de bevolkingsdichtheid is 23,8 inwoners per km².
De onderstaande kaart toont de ligging van Montredon met de belangrijkste infrastructuur en aangrenzende gemeenten.

## Demografie
Onderstaande figuur toont het verloop van het inwonertal (bron: INSEE-tellingen).